# Gór Nagy Mária
Gór Nagy Mária (Cegléd, 1947. május 3. –) magyar színésznő, az egykori Gór Nagy Mária Színitanoda alapító igazgatója.

## Életpályája
Gór Nagy László és Csuka Karolina gyermekeként született. 1965-ben a ceglédi Kossuth Lajos Gimnáziumban érettségizett. 1969-ben elvégezte a Színház és Filmművészeti Főiskolát. Egy évadig a Nemzeti Színház (1969–1970), majd a Thália Színház és az Arizona Színház társulatának volt a tagja 1970–1992 között. Első házasságát Szurdi Miklóssal kötötte, két fiuk született: Tamás (1975) és András (1977). Első házassága néhány év után felbomlott, 1981-ben megismerkedett Gulyás Budával, jelenlegi férjével. 1984-ben megalapította saját színiiskoláját (Gór Nagy Mária Színitanoda) – először egy Rákóczi úti lakásban folyt a tanítás. Mensáros László és Verebes István az első tanárok között volt, később csatlakozott Schubert Éva, Pogány Judit, Koltai Róbert, Szurdi Miklós, Kálloy Molnár Péter és Zsurzs Kati is. A színitanoda 1993-tól államilag elismert végzettséget adó szakközépiskolának számított. 2022-ben bejelentette, hogy iskoláját végleg bezárja. Tanodájában olyan színészek tanultak, mint Liptai Claudia, Ábel Anita, Farkasházi Réka, Ullmann Mónika, Miller Zoltán vagy Janza Kata.
1993 óta a Legényfogó című lap szóvivője. 1998-ban a Magyar Honvédség Művelődési Házával megalakította a Fiatalok Színházát.
2021 júliusában a villamoson kirabolták, majd kilökték. Fejsérülést és csuklótörést szenvedett.

## Színházi szerepei
- Molière: Gömböc úr....Parasztasszony; Lucette
- Rachmanov: Viharos alkonyat....Második diáklány
- Schneider-Ondracek: Gentlemanek....Jitka
- William Shakespeare: Tévedések vígjátéka....Luca
- Móricz Zsigmond: Légy jó mindhalálig....Bella
- Dosztojevszkij – Tovsztogonov: A félkegyelmű....Adelaide
- Erdélyi Sándor: Mozaikok....Jutka
- Milton: Elveszett paradicsom....Gábriel angyal
- Roger Martin du Gard: A Thibault-család....Alfreda
- Fekete Sándor: Őserdei Szümpozion (vagyis Lakoma két terítékben)....U Lia
- Weöres Sándor: A holdbeli csónakos....Lapátos hindu
- Kazimir-Jánosy: Ramajana....Máricsa
- Jókai Anna: Tartozik és követel....Beatrix
- Illyés Gyula: Bál a pusztán....Julika
- Pagogyin: Arisztokraták....Fefela
- Petőfi Sándor: Tigris és hiéna....Krónikás
- Greene: Csendes amerikai....Miss Hei
- Kazimir-Weöres: Karagőz....Tindála
- Németh László: Gandhi....Manu
- Denis Diderot: Fecsegő ékszerek....Fanni
- Lengyel József: Levelek Arisztofanészhoz....Gizike
- Kazimir-Ortutay: Ezeregyéjszaka....Fatime
- László-Bencsik Sándor: Történelem alulnézetben....Juli
- Kazimir Károly: Petruska....Rösel
- Katona József: Bánk bán....Bendeleiben Izidóra
- Mesterházi Lajos: A Prométheusz rejtély....Első hölgy
- Lope de Vega: A magyarországi fenevad....Silvana
- Fedor-Szilágyi-Rátonyi: Miss Arizona....Bizsu
- George Bernard Shaw: Vissza Matuzsálemhez....Savvy
- Békés Pál: Egy kis térzene....Maripen
- Hofmannsthal: Akárki....Jótét
- Karinthy Ferenc: Budapesti ez-az....
- Maeterlinck: A kék madár....Cukor
- Kazimír Károly: Szép asszonyok egy gazdag házban....Nebáncsvirág; Kassziavirág
- Arisztophanész: A nők diadala....Lysistrate
- Mezei András: Magyar kocka....Máthé Zsuzsa
- Giovanni Boccaccio: Dekameron....
- Kisch-Hašek: Őrültek a fedélzeten avagy 365 nap alatt Prágától Pozsonyig....Frieda
- Pelle János: Casanova....Charpillon kisasszony; Corticelli kisasszony
- Kertész-Pongrácz: Lelkiklinika....Vilma
- Shakespeare: Lóvátett lovagok....Julka
- Kazimir Károly: A papagáj meséi a hűtlen és hűséges asszonyokról....
- Karvas: Gyönyörök kedden éjfél után....Betty
- Luigi Pirandello: Liolá és a lányok....Carmina
- Tersánszky Józsi Jenő: Kakuk Marci....Gizus
- Chase: Barátom, Harvey....Ruth Kelly
- Vian: Mindenkit megnyúzunk....Catherine
- Grimm fivérek: Csipkerózsika....Királyné
- Ragni-Rado: Hair....
- Molnár Ferenc: Liliom....Muskátné

## Filmjei

### Játékfilmek
- Csend és kiáltás (1967)
- A völgy (1968)
- Hazai pálya (1969)
- Krebsz, az isten (1969)
- A veréb is madár (1970)
- Egy őrült éjszaka (1970)
- Prés (1971)
- Hekus lettem (1972)
- Egy srác fehér lovon (1973)
- Régi idők focija (1973)
- Mese habbal (1979)
- A Pogány Madonna (1980)
- Hogyan felejtsük el életünk legnagyobb szerelmét...? (1980)
- Kojak Budapesten (1980)
- Haladék (1981)
- Szerencsés Dániel (1985)
- Eszterlánc (1985)
- Képvadászok (1985)
- Hamis a baba (1991)

### Tévéfilmek
- Mocorgó (1967)
- Tündér voltam Budapesten (1970)
- A 0416-os szökevény (1970)
- A gyáva (1971)
- Szerelmespár (1972)
- Különös vadászat (1972)
- 12 egy tucat (1973)
- Ozorai példa (1974)
- Megtörtént bűnügyek (1974)
- Ősbemutató (1974)
- Ida regénye (1974)
- Az ezeregyéjszaka meséi (1974)
- Itt járt Mátyás király... (1974)
- Vivát, Benyovszky! 1-13. (1975)
- A peleskei nótárius (1975)
- A külföldiek (1975)
- Családi kör (1981)
- Széchenyi napjai (1985)
- Szomszédok (1988–1999)
- Privát kopó (1993)
- Stay Lucky (1993)
- Éretlenek (1995)
- TV a város szélén (1998)
- Családi album (2000)
- Zsaruvér és Csigavér I.: A királyné nyakéke (2001)
- Szeress most! (2005)
- Tűzvonalban (2007–2009)

## Díjai
- Thália emlékgyűrű (1986)
- Déryné-díj (1996)